# 所羅門海板塊
所羅門海板塊（Solomon Sea Plate）是太平洋南部的小型海洋板塊，位於所羅門群島西北，在北面和的隱沒帶中沉入西北面的南俾斯麥板塊和東北面的太平洋板塊，而在西南面則沉入印度-澳洲板塊。